# Zhang Fuxin
Zhang Fuxin, född 1 september 1961, är en friidrottare från Kina. Han deltog vid olympiska sommarspelen 1984.